# Гушкала
Гу́шкала (карел. Huškal) — деревня в составе Коверского сельского поселения Олонецкого национального района Республики Карелия.

## Общие сведения
Расположена на берегу реки Гушкала, в 2,5 км к юго-западу от озера Ирзиярви.

## Население
| 2002 | 2009 | 2010 | 2013 |
| ---- | ---- | ---- | ---- |
| 41   | ↗45  | ↘24  | ↘17  |

В 1873 году в деревне Гушкала («при речке Гушкале») Олонецкого уезда Олонецкой губернии насчитывалось 9 дворов, 39 мужчин, 37 женщин.

По данным Всероссийской переписи населения 2002 года в деревне проживал 41 человек, преобладающая национальность жителей деревни — карелы (83%).

По состоянию на июнь 2020 года в деревне постоянно проживает всего один человек. 

## Религия
- Часовня Иоанна Русского (Петрозаводская епархия, Олонецкое благочиние)[8].